# Nikodem (Nicolaescu)
Nikodem, imię świeckie Nicolae Nicolaescu (ur. 6 kwietnia 1962 w Godeanu) – duchowny Rumuńskiego Kościoła Prawosławnego, od 2004 biskup Severinu i Strehai. 

## Życiorys
Święcenia diakonatu przyjął w 1983, a prezbiteratu w 1985. Chirotonię biskupią otrzymał 19 sierpnia 2001. W latach 2001–2004 pełnił urząd biskupa pomocniczego Krajowej.
W czerwcu 2016 r. był członkiem delegacji Patriarchatu Rumuńskiego na Święty i Wielki Sobór Kościoła Prawosławnego.